# Дандриё, Жан-Франсуа
Жан-Франсуа Дандриё (Jean-François Dandrieu; родился между 11 сентября 1681 и 17 января 1682 в Париже, умер 17 января 1738, там же) — французский композитор, клавесинист и органист. Один из наиболее значительных авторов музыки для клавесина времён французского барокко.

## Очерк биографии и творчества
Вероятно, учился у Ж.-Б. Моро (J.-B. Moreau). С 1704 года до 1733 года служил органистом в парижской церкви Сен-Мерри (St. Merry), в 1733–1738 годах — в той же должности в церкви Сен-Бартельми (не сохранилась). С 1721 года Дандриё — также органист и композитор в придворной капелле.
Писал главным образом светскую инструментальную музыку, среди многих публикаций: «Книга трио-сонат» (1705), 3 «книги» пьес для клавесина (1724, 1728 и 1734), 2 сборника трио-сонат и сонат для скрипки с basso continuo (1705, 1710), редакция популярного сборника с обработками ноэлей дяди П. Дандриё «Noëls, O filii, chansons de St Jacques, et carillon» (ноты опубликованы посмертно в 1759).
Ранние сборники клавесинной музыки содержат традиционные сюиты, написанные в развлекательной «итальянской манере». В позднейших сборниках 1724 и 1728 гг. «танцевальные» заголовки уступают место программным (в духе Ф. Куперена) и одновременно возрастает роль полифонической техники, которую исследователи считают изысканной. «Книга пьес для органа» (1739) — сборник музыки для сопровождения богослужения. Каждая «духовная» сюита (всего их шесть) начинается пьесой фантазийного характера, названной композитором офферторием, а заканчивается 6-частным магнификатом. В этом сборнике также обращает на себя внимание полифоническое мастерство автора.
Единственное сохранившееся оркестровое сочинение Дандриё — батальная сюита «Нравы войны» (Les caractères de la guerre) — было впервые опубликовано в 1718 году, впоследствии неоднократно (в том числе в авторской обработке для клавесина) переиздавалось. Подобно другим барочным инструментальным произведениям в стиле battaglia, содержит звукоизобразительные имитации выстрелов пушек, боевых сигналов, барабанной дроби и пр.
Дандриё — автор учебного пособия «Основы аккомпанемента на клавесине в таблицах» (Principes de l'acompagnement du clavecin exposez dans des tables, 1718); вторая расширенная редакция пособия под названием «Nouvelle édition augmentée de la basse fondementale» не сохранилась.